# Willie Cunningham (labdarúgó, 1925)
William Carruthers Cunningham (Hill O’Beath, 1925. február 22. – Preston, Anglia, 2000. november 27.) skót labdarúgóhátvéd, edző.
A skót válogatott tagjaként részt vett az 1954-es labdarúgó-világbajnokságon.